# Thành Quý phi
Thành Quý phi Nữu Hỗ Lộc thị (chữ Hán: 成貴妃鈕祜祿氏; 8 tháng 2 năm 1813 - 30 tháng 3 năm 1888), là 1 phi tần của Thanh Tuyên Tông Đạo Quang Đế.

## Tiểu sử
Thành Quý phi sinh ngày 8 tháng 2 (âm lịch) năm Gia Khánh thứ 18, xuất thân Mãn Châu Chính Hồng Kỳ, là con gái của Nhất Đẳng Tuyên Dũng công Phong Thân Nghi Miên – con trai trưởng của Nhất đẳng công Hòa Lâm, em trai của đại thần Hòa Thân.
Năm Đạo Quang thứ 8 (1828), nhập cung sơ phong Thành Quý nhân (成貴人), không lâu sau lại giáng làm Dư Thường tại (余常在). Năm thứ 16 (1836), ngày 1 tháng 5, chiếu phục phong Quý nhân. Theo Mãn văn, phong hiệu Thành âm Mãn là 「Mutengge」, nghĩa là "Có tài cán".
Năm Đạo Quang thứ 25 (1845), ngày 5 tháng 10 (âm lịch), ra chỉ dụ phong Thành tần (成嬪). Sang năm sau (1846), ngày 10 tháng 12 (âm lịch), chính thức hành sách phong lễ.
Sách văn viết:
| “                                   | 朕惟璇闺起化。六宫襄浣濯之勤。玉陛承恩。九室重德容之选。隆章聿著。宠命宜颁。咨尔成贵人钮祜禄氏、兰蕙姿芳。珩璜度饬。佐中壸而仪昭端恪。朵殿叨荣。备内官而式秉柔嘉。萱闱锡祜。兹仰邀皇太后懿旨。晋封尔为成嫔。申之册命。尔其祗承芝检。紫泥膺鸾诰之祥。益励椒馨。丹扆笃鸿厘之庆。钦哉。 . Trẫm duy toàn khuê khởi hóa. Lục cung tương hoán trạc chi cần. Ngọc bệ thừa ân. Cửu thất trọng đức dung chi tuyển. Long chương duật trứ. Sủng mệnh nghi ban. Tư nhĩ Thành quý nhân Nữu Hỗ Lộc thị, lan huệ tư phương. Hành hoàng độ sức. Tá trung khổn nhi nghi chiêu đoan khác. Đóa điện thao vinh. Bị nội quan nhi thức bỉnh nhu gia. Huyên vi tích hỗ. Tư ngưỡng yêu Hoàng thái hậu ý chỉ. Tấn phong nhĩ vi Thành tần. Thân chi sách mệnh. Nhĩ kỳ chi thừa chi kiểm. Tử nê ưng loan cáo chi tường. Ích lệ tiêu hinh. Đan ỷ đốc hồng li chi khánh. Khâm tai. | ” |
| — Sách văn Thành tần Nữu Hỗ Lộc thị | |   |

Năm thứ Đạo Quang thứ 29 (1849), lại bị giáng xuống Quý nhân. Sau khi Thanh Văn Tông kế vị, tôn bà làm Hoàng khảo Thành tần (皇考成嬪). Năm Hàm Phong thứ 11 (1861), ngày 10 tháng 10 (âm lịch), tấn tôn Hoàng tổ Thành phi (皇祖成妃). Năm Đồng Trị thứ 13 (1874), ngày 16 tháng 11 (âm lịch), Từ An Thái hậu và Từ Hi Thái hậu ra ý chỉ tấn tôn bà thành Hoàng tổ Thành Quý phi (皇祖成貴妃).
Năm Quang Tự thứ 14 (1888), ngày 30 tháng 3 (âm lịch), Thành Quý phi Nữu Hỗ Lộc thị qua đời, hưởng niên 76 tuổi (tính cả tuổi mụ). Năm thứ 15 (1889), ngày 20 tháng 9, bà được táng tại Mộ Đông lăng (慕东陵) cùng các phi tần khác của Đạo Quang Đế.

## Văn hóa đại chúng
Thành phi Nữu Hỗ Lộc Tú Thành (钮祜禄·秀成) trong phim Vạn Phụng Chi Vương (2011).